# Streamy Awards
Streamy Awards, thường được gọi là Streamys, là một giải thưởng thường niên hàng năm được trao tặng bởi Dick Clark Productions và Tubefilter nhằm vinh danh những đoạn video trên nền tảng xem trực tuyến của các nhân vật Internet, bao gồm chỉ đạo, diễn xuất, sản xuất và biên kịch. Lễ trao giải chính thức diễn ra tại Los Angeles, California.